# ريتشارد الكسندر
ريتشارد الكسندر (بالإنجليزية: Richard Alexander)‏ هو سياسي بريطاني، ولد في 29 يونيو 1934 في أبردين في المملكة المتحدة، وتوفي في 20 أبريل 2008 بسبب سرطان. حزبياً، نشط في حزب المحافظين.

## مناصب
- في الانتخابات العامة للمملكة المتحدة 1979 [الإنجليزية]‏، انتخب عضو البرلمان الثامن والأربعون للمملكة المتحدة عن دائرة نيوآرك خلال فترته النيابية ‏ (3 مايو 1979 – 13 مايو 1983).
- في الانتخابات العمومية للمملكة المتحدة 1983 [الإنجليزية]‏، انتخب عضو البرلمان التاسع والأربعون للمملكة المتحدة عن دائرة نيوآرك خلال فترته النيابية ‏ (9 يونيو 1983 – 18 مايو 1987).
- في الانتخابات العمومية للمملكة المتحدة 1987 [الإنجليزية]‏، انتخب عضو البرلمان الخمسون للمملكة المتحدة عن دائرة نيوآرك وقد انضم خلال فترته النيابية ‏ (11 يونيو 1987 – 16 مارس 1992) للكتلة البرلمانية حزب المحافظين.
- في الانتخابات العامة في المملكة المتحدة 1992 [الإنجليزية]‏، انتخب عضو البرلمان الحادي والخمسون للمملكة المتحدة عن دائرة نيوآرك خلال فترته النيابية ‏ (9 أبريل 1992 – 8 أبريل 1997).